# سكول آند بونز
سكول آند بونز (بالإنجليزية: Skull & Bones)‏ هي لعبة أكشن-مغامرات، من تطوير شركة يوبي سوفت سنغافورة ونشر شركة يوبي سوفت. تدور أحداث اللعبة حول القرصنة والحروب البحرية. بعد عدة تأجيلات ومشاكل في التطوير، صدرت اللعبة عالمياً بتاريخ 16 فبراير 2024 على منصات بلاي ستيشن 5، وإكس بوكس سيريس إكس وسيريس إس، ومايكروسوفت ويندوز، وأمازون لونا. تحتوي اللعبة على اللغة العربية من ناحية القوائم والحوارات والنصوص، وهي لعبة أكشن-مغامرات جماعية كثيفة اللاعبين عبر الإنترنت فقط.

## اللعبة
كانت اللعبة ستكون عبارة عن لعبة أكشن تكتيكية ذات بيئة مفتوحة من منظور الشخص الثالث، ستتحكم مع اللاعبين في سفينة القراصنة القابلة للتخصيص، وقد تختارون الإبحار معا في المحيط الهندي في حملة نمط لعب فردي، أو جمع ما يصل إلى خمسة لاعبين آخرين للتحالف في لعبة لاعب مقابل لاعب في المياه المتنازع عليها. يمكنكم تقييم موقع الرياح للحصول على ميزة في المعركة. كما يمكنكم جمع سفن إضافية طوال اللعبة، مثل المراكب الشراعية والفرقاطات والسفن الشراعية، التي تشمل أسلحتها قذائف الهاون والمدافع العريضة والصواريخ. بإمكانكم شحن السفن بالقوة الغاشمة والصعود إليها. يتم قياس معدل الضرر الواقع بواسطة شريط الصحة. المكون الأساسي هو وضع Loot Hunt متعدد اللاعبين، حيث يتم تحدي مجموعتين من اللاعبين في البحث عن الكنوز لتجميع ثرواتهم بشكل أكبر. يمكن توسيع عش الغراب الخاص بكل سفينة لاستخدامه كنقطة مراقبة، كما تحتوي اللعبة على نظارات التجسس. جزء كبير آخر من اللعبة هو نهب الحصون والمستوطنات.

## التقييم
حصلت اللعبة على مراجعات متوسطة وفقا لموقع ميتاكريتيك.